# Euphoria (groupe)
Pour les articles homonymes, voir Euphoria.
Euphoria, stylisé EUPHORIA ou E u p h o r i a, est un groupe espagnol de metal alternatif, originaire de Valladolid.

## Histoire
Le groupe est formé à l'origine en 2002 sous le nom de Red à Valladolid,. Ils changent de nom l'année suivante en 2003, puis enregistrent une démo homonyme, avant de participer à des concours comme le Onda-Rock d'Onda Cero, qu'ils remportent en 2004,. En 2006, ils remportent le Cyl Festival, organisé par la Junte de Castille-et-León, dont le prix était l'enregistrement d'un album.
Ils comptent deux albums studio. Euphoria est le premier album éponyme, sorti en 2007 sous le défunt label madrilène Inferno Records, enregistré aux Estudios Uno de Cine Arte, produit par Pablo Iglesias (B-Violet, Kannon, Hora Zulu, José Mercé, Lagartija Nick, Piratas...) et masterisé à Masterdisk (New York) par Andy Vandette (The Smashing Pumpkins, Tool, David Bowie, Porcupine Tree). Ce premier album réussit à former une fanbase autour d'eux comme en témoignent les plus de 2 000 exemplaires vendus, plus de 100 000 visites entre Myspace et le site officiel, ou les plus de 18 000 téléchargements de leur travail, tout cela grâce au bouche-à-oreille et à une longue tournée qui les a emmenés dans les principales capitales espagnoles et dans différents festivals de la péninsule Ibérique.
Après une année consacrée à l'écriture, le groupe retourne en studio à la fin de 2009 pour enregistrer son deuxième album, intitulé Culto al deseo, sorti en 2010 sous un nouveau label, Art de Troya / Independent Trade Union, ; le groupe signe un album qui plonge dans le post-rock, le heavy metal et le psychédélique. L'album est enregistré au studio Neo MusicBox, mixé et produit par Raúl de Lara (Second, In Keys, Korea, Vértigo), et masterisé à nouveau chez Masterdisk cette fois par Howie Weinberg (Red Hot Chili Peppers, Smashing Pumpkins, Pantera...).
En 2013, ils sortent Aquellas ciudades donde nunca estuvimos, leur premier DVD, enregistré en public le 19 mars 2011 à la Sala My Way de Valladolid. En 2023, et après plusieurs années de pause, ils annoncent préparer un nouvel album, qu'ils espèrent sortir pour 2024.

## Influences
Leurs influences sont basées sur des groupes comme Deftones, Sôber, Hamlet, Tool, 995, et Standstill entre autres.

## Discographie

### Albums studio
- 2007 : Euphoria
- 2010 : Culto al deseo

### DVD live
- 2013 : Aquellas ciudades donde nunca estuvimos

### EP
- 2013 : Somos lo único que nos queda ser